# 20817 Liuxiaofeng
20817 Liuxiaofeng (2000 TT50) là một tiểu hành tinh vành đai chính được phát hiện ngày 1 tháng 10 năm 2000 bởi Nhóm nghiên cứu tiểu hành tinh gần Trái Đất phòng thí nghiệm Lincoln ở Socorro.